# Двипада
Двипада (англ. dvipada, dwipada) — поэтическая строфа, применяемая в индийской литературе и музыке. Она включает четыре строки: первая и третья строки состоят из тринадцати слогов, а вторая и четвёртая строка состоят из одиннадцати слогов.
Выражение возникло от слияния санскритских «два» (ди) и «стопа» (пада) и дословно переводится как «двустопный» или «двуногий». Длина пады измерялась в слогах, по числу стихов (пад), стихотворения классифицировались на экапады, двипады, трипады, панчапады, шатпады, саптапады и другие. Двипада активно использовался в брахманической поэзии, в частности в гимнах Ригведы. В Древней Индии считалось, что тот, кто повторяет «двустопные» стихи (двипада), обретает потомство.
В хатха-йоге под двипадой понимают позы, в которых задействованы обе ноги. Позы, где йог балансирует или использует только одну ногу, называют «экапада». К «двуножным» позам относят «позу перевёрнутого посоха» (дви пада випарита дандасана), «позу мудреца Каундиньи» (дви пада каундиниасана), «позу двух ног за головой» (дви пада ширшасана).